# Kirov valj
Kirov valj (perzijsko منشور کوروش) je antični dokument v obliki glinastega valja, ki ga je objavil perzijski vladar Kir II. Veliki. Valj je bil narejen med perzijskim osvajanjem Babilonije leta 539 pr. n. št. Besedilo opisuje babilonskega vladarja Nabonida kot brezbožnega, medtem ko zmagovitega Kira II. predstavlja kot junaka, kateremu je naklonjen bog Marduk. V nadaljevanju opisuje, kako je Kir izboljšal življenje prebivalcev Babilonije, beguncem obnovil domove in zgradil svetišča.

## Zgodovina
Valj je bil postavljen kot temeljni kamen znotraj babilonskega obzidja. Leta 1879 ga je v temeljih Esagile, babilonskega svetišča, posvečenega bogu Marduku, odkril asirsko-britanski arheolog Hormuzd Rasad. Shranjen je v Britanskem muzeju v Londonu. Direkcija Britanskega muzeja in Iranski narodni muzej v Teheranu sta se leta 2010  dogovorila, da se valj začasno premesti na posebno razstavo v Teheranu.

## Pomen

### Simbol zakonitosti vladavine
Po mnenju Britanskega muzeja je valj del dolge tradicije mezopotamskih vladarjev, v kateri so svojo vladavino obeležili z deklaracijami o političnih reformah. Besedilo je napisano v dolgoveznem babilonskem slogu, s političnega vidika pa vsebuje Kirovo sporočilo babilonskemu ljudstvu, da se proglaša za njegovega zakonitega vladarja in obljublja, da bo spoštoval njihove politične in verske običaje. 

### Dokument o človekovih pravicah
Dokument se je skoraj sto let obravnaval kot instrument značilne mezopotamske politične propagande, na začetku 1970. let pa se je začel obravnavati tudi kot prvi pisni dokument o človekovih pravicah v zgodovini.
Kopija Kirovega valja je razstavljena  v drugem nadstropju palače Organizacije združenih narodov v New Yorku. Besedilo je prevedeno v vseh šest službenih jezikov OZN.
Decembra 2003 se je iranska odvetnica Širin Ebadi ob prejemanju Nobelove nagrade za mir sklicevala na Kira in rekla:
Sem Iranka, potomka Kira Velikega. Ta cesar je na višku svoje moči pred 2500 leti razglasil, da ne želi vladati tistim, ki tega ne želijo. Obljubil je, da ne bo nikogar prisilil, da spremeni svojo vero ali prepričanje in da bo spoštoval vse manjšine. Dokument Kira Velikega bi se zato moral obravnavati kot del zgodovine človekovih pravic.
Iranske oblasti so Širin Ebadi leta 2009  zasegle spominsko plaketo in Nobelovo medaljo za mir.

### Dokument o osvoboditvi Judov
Valj je pritegnil pozornost tudi zaradi osvoboditve Judov iz babilonskega suženjstva in njihove vrnitve v Palestino Valj hkrati potrjuje svetopisemska besedila  v Ezrovi knjigi 1.1-6 in 6.1-5, in Izaijevi knjigi 44.23-45-8 in 36-22-23.